# Never Again
"Never Again" är den första singeln från pop/rock sångerskan Kelly Clarksons tredje album My December (2007).
Låten är skriven av Kelly Clarkson och Jimmy Messer.

## Låtinformation
Enligt [MTV News var låten inspirerad av slutet av Clarksons förhållande med David Hodges (före detta medlem i Evanescence), Clarkson har dock inte bekräftat detta. Den har också lite med låtarna "Since U Been Gone", "Behind These Hazel Eyes" och "Where Is Your Heart" att göra från hennes andra album, Breakaway (2004). Hon skrev låten sent under 2004 som en motsats till de andra två låtarna. Hon tyckte att den var för "elak" för att ha med på albumet, så hon betämde sig för att skippa låten från låtlistan till My December, men valde ändå att ha med den för hon tyckte att det skulle vara en passande låt att starta hela albumet. "Det är en sån härlig energi", sa Clarkson. "Den är så klar på sin sak — jag var så arg — och texten beskriver det så bra, så vi tog med den.
På "Never Again" har Clarkson har influenser av Alanis Morissettes singel "You Oughta Know" från 1995 och Pat Benatar; enligt henne, någon på hennes skivbolag gillade inte låten för den var för lik Benatars musik. "Jag bara, 'Nu gillar jag det verkligen! Jag älskar henne, och vad är det med dig?'", har Clarkson sagt. "Jag älskar rockbrudar som vet vad de gör. Vad som är roligt är att nu tänker vi på henne som en rockikon, men hon var pop också. Och jag är också pop — jag är en rock/pop tjej, vilket är okej med mig."

## Musikvideo
Musikvideon för låten, regisserad av Joseph Kahn, spelades in mellan den 11-13 april. Kahn regisserade också två av Clarksons tidigare videor: "Behind These Hazel Eyes" och "Walk Away". Videon hade premiär på TRL den 1 maj 2007, videon nådde nummer ett den 10 maj, 2007, och den låg i topp fyra gånger.
Handlingen kännetecknar Clarksons ex-pojkvän som försöker dränka henne i hennes badkar, och på väg till flygplatsen möter han sin nya flickvän. Han känner skuld för vad han har gjort, bilden av Kelly, som framträder i hans bil och på flygplatsen, jagar och plågar honom. Clarkson om musikvideon: "Det är lite som 'Dolt Under Ytan'. Du vet inte om han dödade mig eller om han bara jagas av sitt samvete." Sedan kommer Clarkson upp till ytan från badkartet, när pojkvännen vaknar upp från en dröm, fortfarande i sin bil. När han går ut ur bilen, går Kelly ut ur huset, och kör iväg i bilen. Clarkson framträder också med sitt band i videon, i ett tomt vitt rum och vita kläder under olika scener i musikvideon. Clarkson har sagt, "Alla som varit förälskade, när det går dåligt — och tråkigt nog, alla kan relatera till den på något sätt — blir det bara kallt och det är svårt att glömma."

## Listplaceringar
| Lista (2007)        | Topplacering |
| ------------------- | ------------ |
| Australien          | 5            |
| Belgien (Flandern)  | 44           |
| Belgien (Vallonien) | 3            |
| Nederländerna       | 38           |
| Nya Zeeland         | 20           |
| Schweiz             | 27           |
| Sverige             | 39           |
| Österrike           | 36           |

### Fotnoter
1. ↑  Never Again på Allmusic (engelska)
2. ↑  ”Listplacering”. http://australian-charts.com/showitem.asp?interpret=Kelly+Clarkson&titel=Never+Again&cat=s. Läst 23 maj 2011.
3. ↑  ”Listplacering”. http://www.ultratop.be/nl/showitem.asp?interpret=Kelly+Clarkson&titel=Never+Again&cat=s. Läst 23 maj 2011.
4. ↑  ”Listplacering”. http://www.ultratop.be/fr/showitem.asp?interpret=Kelly+Clarkson&titel=Never+Again&cat=s. Läst 23 maj 2011.
5. ↑  ”Listplacering”. http://dutchcharts.nl/showitem.asp?interpret=Kelly+Clarkson&titel=Never+Again&cat=s. Läst 23 maj 2011.
6. ↑  ”Listplacering”. Arkiverad från originalet den 19 maj 2012. https://web.archive.org/web/20120519032624/http://www.charts.org.nz/showitem.asp?interpret=Kelly+Clarkson&titel=Never+Again&cat=s. Läst 23 maj 2011.
7. ↑  ”Listplacering”. http://hitparade.ch/showitem.asp?interpret=Kelly+Clarkson&titel=Never+Again&cat=s. Läst 23 maj 2011.
8. ↑  ”Listplacering”. http://swedishcharts.com/showitem.asp?interpret=Kelly+Clarkson&titel=Never+Again&cat=s. Läst 23 maj 2011.
9. ↑  ”Listplacering”. http://austriancharts.at/showitem.asp?interpret=Kelly+Clarkson&titel=Never+Again&cat=s. Läst 23 maj 2011.